# Metopochetus corax
Metopochetus corax är en tvåvingeart som beskrevs av Mcalpine 1998. Metopochetus corax ingår i släktet Metopochetus och familjen skridflugor. Inga underarter finns listade i Catalogue of Life.